# Nantes Métropole Futsal
Maillots
Actualités
Le Nantes Métropole Futsal est un club français de futsal fondé en 2017 et basé à Nantes. Il est issu de la fusion entre le Nantes Erdre Futsal et le Nantes Bela futsal.
Le Futsal Club de l'Erdre voit le jour en 2002. Débutant dans les nouvelles compétitions locales, le club se fait connaître en atteignant la finale de Coupe de France en 2007. Cette performance lui permet d'être retenu lors de la mise en place du Challenge national en 2007-2008. Le club se maintient successivement malgré les évolutions de format de la compétition. Le FC Erdre-Atlantique échoue une seconde fois en finale de Coupe nationale en 2010. Remportant son groupe en 2012-2013, le FCEA perd en finale de championnat. Fondé en 2006, le Nantes-Bela intègre alors la nouvelle Division 2 puis rejoint son voisin, renommé Nantes-Erdre, en D1 en 2015. Redescendu en D2, Bela est sacré en 2017 alors qu'Erdre est relégué de D1. Les deux clubs décident alors de fusionner pour unir leurs forces.
Le club est présidé par Bruno La Posta, et l'équipe première, entraînée par Fabrice Gacougnolle depuis la fusion, évolue en Division 1.

## Histoire

### Genèse: deux clubs
En 2002, le Futsal Club de l'Erdre, est créé à La Chapelle-sur-Erdre par trois amis dans le but d’intégrer le premier championnat organisé par le District départemental de Loire-Atlantique. Lors de la saison 2006-2007, FC Erdre-Atlantique est finaliste de la Coupe de France. Le club peut alors compter sur la présence régulière de joueurs de l’équipe de France. Il se structure avec l’arrivée de techniciens professionnels. Sa performance en Coupe nationale lui permet d'être retenu dans les participants du premier Challenge national de futsal mit en place par la FFF lors de l'exercice 2007-2008. Lors de la seconde édition du Challenge national, le FC Erdre parvient à se classer parmi les quatre premiers de sa poule. Il est ainsi retenu pour la première édition du championnat de France l'année qui suit. Pour la saison 2009-2010, le FC Erdre-Atlantique parvient à se maintenir lors du premier Championnat de France avec une quatrième place sur douze. Le club ne quitte plus le plus haut niveau. Sur l'exercice 2010-2011, les Nantais terminent à nouveau quatrième, à dix points de la qualification pour la phase finale. Le FC Erdre est alors le plus grand club de futsal de France avec 239 licenciés.
Le Nantes Bela Futsal est créé en mai 2006, à l’initiative de jeunes nantais originaires du quartier de Malakoff. Rapidement, les équipes constituées se distinguent aux niveaux local et régional. En mars 2010, le Nantes Bela évolue en championnat départemental.
En 2011-2012, le FCEA échoue à la seconde place du groupe B, à un point du Paris Métropole Futsal et d'une place en finale entre les deux premiers de poule. Début 2012, le Nantes Bela passe au niveau régional.
En mars 2013, le Bela futsal est leader invaincu du championnat de Ligue atlantique, promouvant pour la future Division 2. Lors de la saison 2012-2013, le FC Erdre franchit le pas et termine premier du groupe B. Il profite notamment du déclassement disciplinaire du Kremlin-Bicêtre United. En finale au Palais des sports Jauréguiberry de Toulon, le FCEA affronte le double champion en titre, le Sporting Paris, et ne fait pas le poids (0-3).
Pour l'exercice 2013-2014, le championnat de France se transforme en une Division 1 en poule unique et une D2 est mise en place, qu'intègre le Nantes Bela. En D1 2013-2014, Erdre termine septième sur treize. En D2, Bela échoue à la seconde place, à quatre points du Douai Gayant Futsal et de la montée en D1.
Au terme de la D2 2014-2015, le Nantes Bela profite de l'impossibilité du Roubaix AFS d'être promu en D1, pour lui ravir la place en tant que deuxième du classement. En Division 1, le FC Erdre cinquième, à douze points de playoffs.
En D1 2015-2016, le FCEA (renommé Nantes-Erdre futsal) et Nantes-Bela joue pour la première fois dans la même division. Pour sa première fois en D1, Bela termine dernier et ne parvient pas à se maintenir,. Le NEF échoue à la sixième place, à treize points des playoffs.
Relégué, Bela remporte la D2 2016-2017, en plus d'un quart-de-finale de Coupe de France, tandis qu'Erdre est relégué de Division 1. Début 2017, Hamza Zenaidi, président du Nantes Bela, et Hugues Malhère, qui a remplacé Mathias Juvé à la tête du Nantes Erdre, apaisent les relations entre les clubs pour tendre vers une fusion durant l'été suivant. Hugues Malhère explique « Il y a trop de clubs de haut niveau à Nantes. Cela génère des tensions avec les hommes, les infrastructures, les partenaires ... ». Les autres clubs nantais du C'West et Nantes Doulon ne sont pas concerné par le projet.

### Nantes Métropole Futsal (depuis 2017)
À l'été 2017, le Nantes Erdre Futsal fusionne avec le Nantes Bela Futsal pour donner place à un nouveau club : le Nantes Métropole Futsal. Le deux premiers clubs sont radiés de la Fédération française de football le 20 juillet 2017,. L'objectif est réunir les forces des deux de clubs et de former ses propres joueurs. Le NMF fédère alors entre 400 et 500 licenciés, formant le club le plus important de France avec un budget avoisinant les 300 000 euros,.
Pour l'exercice 2017-2018, le Nantes MF possède finalement d'un budget de 270 000 €. Son co-président Hugues Malhere déclare « nous n'avons pas les moyens de professionnaliser nos joueurs. Nous consacrons notre budget à l'encadrement ».
En 2018-2019, le NMF compte 350 adhérents et reste le club de France avec le plus grand nombre de licenciés. Lors de cette saison, le Nantes MF réalise sa plus belle performance en atteignant les playoffs. Classés 4e à l'issue de la saison régulière, les nantais affrontent alors les premiers, Toulon Elite Futsal. Au terme d'un match fou, Toulon, pourtant mené de 2 buts, finit par l'emporter 6-4.
À l'issue de cette belle saison, plusieurs départs sont à signaler et notamment celui du meilleur buteur du club, Josete, vers Orchies. Lors de la saison 2019-2020, les nantais sont plus en difficultés et terminent à la plus mauvaise place de l'histoire du club. À la suite de l'épisode du Covid-19, le championnat est arrêté par la fédération, Nantes termine alors au 8e rang puis neuvième en 2020-21.
En début d'exercice suivant, la section féminine remporte les premières compétitions nationales mises en place : la Copa Coca-Cola de la FFF, la Coupe de France AMF, puis la Ligue des champions de la FEF accueillie en fin de saison. Fin mai 2022, encore en lice pour le titre de champion de France, la section masculine remporte sa première Coupe de France et termine troisième de D1.
Pour la première édition du Challenge national féminin en fin d'exercice 2022-23, la section féminine du NMF est sacrée championnat de France. L'équipe masculine est éliminée en quart de finale de la Coupe de France et termine deuxième de D1, qualifiée pour la nouvelle phase finale. Mais l'équipe est éliminée dès les demi-finales par le Sporting Paris.
En 2023-24, le Nantes MF qualifie ses deux équipes, masculine et féminine, pour leur finale respective de championnat jouée le même jour : la Division 1 et le Challenge national. Les féminines conservent leur titre national. Les hommes, pour la première finale de championnat de l'histoire du club, s'inclinent face au tenant du titre et favori, l’Étoile lavalloise. Le capitaine Steve Bendali et le gardien Francis Lokoka sont respectivement élu meilleur joueur et meilleur gardien du championnat.

## Structure du club

### Identité et noms successifs
| FC Erdre-Atlantique (2002-2015) Nantes Erdre Futsal (2015-2017) | FC Erdre-Atlantique (2002-2015) Nantes Erdre Futsal (2015-2017) | FC Erdre-Atlantique (2002-2015) Nantes Erdre Futsal (2015-2017) | FC Erdre-Atlantique (2002-2015) Nantes Erdre Futsal (2015-2017) | FC Erdre-Atlantique (2002-2015) Nantes Erdre Futsal (2015-2017) | FC Erdre-Atlantique (2002-2015) Nantes Erdre Futsal (2015-2017) |  |  | Nantes Bela Futsal (2006-2017) | Nantes Bela Futsal (2006-2017) | Nantes Bela Futsal (2006-2017) | Nantes Bela Futsal (2006-2017) | Nantes Bela Futsal (2006-2017) | Nantes Bela Futsal (2006-2017) |  |  |  |  |  |  |  |  |  |  |  |  |
| FC Erdre-Atlantique (2002-2015) Nantes Erdre Futsal (2015-2017) | FC Erdre-Atlantique (2002-2015) Nantes Erdre Futsal (2015-2017) | FC Erdre-Atlantique (2002-2015) Nantes Erdre Futsal (2015-2017) | FC Erdre-Atlantique (2002-2015) Nantes Erdre Futsal (2015-2017) | FC Erdre-Atlantique (2002-2015) Nantes Erdre Futsal (2015-2017) | FC Erdre-Atlantique (2002-2015) Nantes Erdre Futsal (2015-2017) |  |  | Nantes Bela Futsal (2006-2017) | Nantes Bela Futsal (2006-2017) | Nantes Bela Futsal (2006-2017) | Nantes Bela Futsal (2006-2017) | Nantes Bela Futsal (2006-2017) | Nantes Bela Futsal (2006-2017) |  |  |  |  |  |  |  |  |  |  |  |  |
|                                                                 |                                                                 |                                                                 |                                                                 |                                                                 |                                                                 |  |  |                                |                                |                                |                                |                                |                                |  |  |  |  |  |  |  |  |  |  |  |  |
|                                                                 |                                                                 |                                                                 |                                                                 | Nantes Métropole Futsal (depuis 2017)                           |                                                                 |  |  |                                |                                |                                |                                |                                |                                |  |  |  |  |  |  |  |  |  |  |  |  |

Le Futsal Club de l'Erdre est fondé le 31 juillet 2002 et basé à La Chapelle-sur-Erdre, affilié à la FFF sous le numéro 550426. En 2015, le FC Erdre est renommé « Nantes Erdre Futsal ».
Le Nantes Bela Futsal est créé en 2006 à l’initiative de jeunes nantais originaires du quartier de Malakoff.
Le Nantes Métropole Futsal est affilié à la Fédération française de football, qui régit le futsal en France, sous le numéro 582328. Le club réfère à ses antennes délocalisées : la Ligue régionale des Pays de la Loire et le District départemental de Loire-Atlantique.

### Historique des couleurs
En 2015, le FC Erdre est renommé Nantes Erdre Futsal et se dote d'un logotype neuf.
Le Nantes Métropole Futsal prend l'éléphant comme emblème, aussi un symbole fort de la Métropole nantais et présent sur le logo de la nouvelle entité. Les couleurs du NMF sont le bleu et blanc.

Nantes-Erdre (2015-2017)
Nantes-Bela (2006-2017)
Nantes MF (depuis 2017)

| Nantes-Bela dom. | Nantes MF dom. | Nantes MF ext. |

### Gymnases
Au début de la saison 2018-2019, le Nantes MF se plaint du peu de considération dont la marie nantaise fait part à son égard, à propos des créneaux mis à disposition dans les gymnases de la ville.
Le club évolue dans six salles différentes : Pré-Gauchet, Mangin-Beaulieu, Gaston-Turpin, salles du Vigneau et de Mazaire ainsi que le Palais des sports de Beaulieu.

## Palmarès

### Titres et trophées
En 2017, le Nantes-Bela remporte la Division 2.
Au terme de la saison 2021-2022, le Nantes MF réalise le doublé en Coupe de France masculine FFF et féminine AMF.
| Section masculine | Section féminine |
| --- | --- |
| - Coupe de France FFF (1) - Vainqueur : 2022 - Division 1 - Finaliste : 2024 - Division 2 FFF (1) - Champion : 2017 - Championnat atlantique FFF (1) - Vainqueur : 2013 - Coupe atlantique (1) - Vainqueur : 2013 | - Ligue des champions FEF (1) - Vainqueur : 2022 - Challenge national féminin de futsal (2) - Vainqueur : 2023 et 2024 - Coupe de France AMF (1) - Vainqueur : 2021 - Copa Coca-Cola FFF (2) - Vainqueur : 2021 et 2022 - Coupe féminine régionale FFF (1) - Vainqueur : 2019 - Championnat féminin de Loire-Atlantique FFF (2) - Champion : 2018 et 2019 - Coupe féminine de Loire-Atlantique FFF (2) - Vainqueur : 2018 et 2019 |

### Bilan par saison
Issu de la fusion en 2017, le Nantes Métropole Futsal prend la continuité sportive du Nantes-Bela, promu en Division 1.
| Bilan par saison du Nantes Bela | Bilan par saison du Nantes Bela | Bilan par saison du Nantes Bela | Bilan par saison du Nantes Bela | Bilan par saison du Nantes Bela | Bilan par saison du Nantes Bela |
| Saison                          | Championnat                     | Championnat                     | Championnat                     | Coupe de France                 | Entraîneur                      |
| Saison                          | Division                        | Class.                          | Phase finale                    | Coupe de France                 | Entraîneur                      |
| ------------------------------- | ------------------------------- | ------------------------------- | ------------------------------- | ------------------------------- | ------------------------------- |
| 2006-2007                       |                                 |                                 |                                 |                                 |                                 |
| 2007-2008                       |                                 |                                 |                                 |                                 |                                 |
| 2008-2009                       |                                 |                                 |                                 |                                 |                                 |
| 2009-2010                       | Départemental                   |                                 |                                 |                                 |                                 |
| 2010-2011                       |                                 |                                 |                                 |                                 |                                 |
| 2011-2012                       |                                 |                                 |                                 |                                 |                                 |
| 2012-2013                       | DH atlantique                   | 1er                             |                                 |                                 |                                 |
| 2013-2014                       | Division 2 - grp A              | 2e/10                           | -                               | 32e de finale                   |                                 |
| 2014-2015                       | Division 2 - grp A              | 2e/11                           | -                               | Quarts-de-finale                | Ricardo de Souza                |
| 2015-2016                       | Division 1                      | 12e/12                          | -                               | 32e de finale                   | Angel Gamella                   |
| 2016-2017                       | Division 2                      | 1er/10                          | -                               | Quart de finale                 | F. Gacougnolle                  |

| 2017-2018 | Division 1 | 6e/13 | -           | 8e de finale    |                        |                                                                |                                           |
| 2018-2019 | Division 1 | 4e/12 | Demi-finale | Quart de finale |                        |                                                                |                                           |
| 2019-2020 | Division 1 | 8e/12 | -           | Annulée         |                        |                                                                |                                           |
| 2020-2021 | Division 1 | 9e/12 | -           | non jouée       |                        |                                                                |                                           |
| 2021-2022 | Division 1 | 3e/10 | -           | Vainqueur       | Critérium régional - ? | Copa Coca-Cola FFF - vainqueur Coupe de France AMF - vainqueur | Ligue des champions de la FEF - vainqueur |
| 2022-2023 | Division 1 | 2e/11 | Demi-finale | Quart de finale | Régional 1 - champion  | Challenge national - vainqueur                                 |                                           |
| 2023-2024 | Division 1 | 3e/11 | Finaliste   | Demi-finale     |                        | Challenge national - vainqueur                                 |                                           |

## Personnalités

### Présidents
Hamza Zenaidi est le président-fondateur du Nantes-Bela futsal en 2006. Il est en poste jusqu'à la fusion avec le Nantes Erdre Futsal donnant lieu au Nantes MF en 2017, dont il devient co-président avec Hugues Malhère, en poste au NEF,. Zenaidi prend en charge la partie compétition du club, avec le manager sportif Christophe Benmaza, venant du NEF.

À partir de la saison 2019-2020, Hamza Zenaidi prend du recul. Hugues Malhère reste alors seul à la présidence du club.
| Période     | Nom                            |
| ----------- | ------------------------------ |
| 2006 à 2017 | Hamza Zenaidi                  |
| 2017 à 2019 | Hugues Malhère & Hamza Zenaidi |
| depuis 2019 | Hugues Malhère                 |

### Section masculine

#### Entraîneurs
En 2015-2016, l'Espagnol Angel Gamella est l'entraîneur du Nantes Bela pour sa première saison en Division 1,, qu'il ne parvient pas à maintenir. En 2016, Gacougnolle passe au club voisin du Nantes-Bela, après sept ans à Erdre, qu'il hisse en D1.
À la suite de la création du Nantes MF en 2017, le franco-espagnol Fabrice Gacougnolle devient l'entraîneur de la nouvelle entité. Christophe Benmaza est son adjoint, et manager sportif.
| Nantes Bela | Nantes Bela         |
| ----------- | ------------------- |
| 2015        | Ricardo de Souza    |
| 2015-2016   | Angel Gamella       |
| 2016-2017   | Fabrice Gacougnolle |
| Nantes MF   |                     |
| depuis 2017 | Fabrice Gacougnolle |

#### Joueurs
Lors de sa première saison, en 2017-2018, le Nantes Métropole Futsal associe des joueurs du NEF et du Bela.
Le Nantes Métropole voit passer plusieurs internationaux français dans ses rangs : Adama Dhee (2019-), Steve Bendali (depuis 2017) et Diden Bensaber (depuis 2014). Quelques internationaux étrangers passent aussi au club : Wilmer Cabarcas (Venezuela, depuis 2019), Bryan Melki (Algérie, depuis 2018) et Mike Guerra (Venezuela, 2018-2019).
En 2022-23, l'international argentin Guido Grandinetti renforce l'équipe pour une saison. Fin décembre 2022, le footballeur professionnel péruvien (international U19, U21 et U23) de 26 ans formé au FC Nantes (3 matchs de Ligue 1), Percy Prado, revient en France et intègre le NMF pour une première expérience en futsal,.

#### Effectif masculin 2024-2025
Les postes mentionnés se réfèrent à ceux du football. Comprendre que « A - attaquant » désigne les « pivots » et « M - milieu de terrain » les « ailiers ».

## Supporters
Lors de la première journée de D1 2020-2021, le NMF bat le record d'affluence de la salle Mangin-Beaulieu avec 1450 spectateurs pour la réception du champion en titre ACCS Asnières Villeneuve 92 et ses joueurs internationaux.

## Autres sections

### Section féminine
En 2016, le Nantes Métropole Futsal crée sa section féminine alors qu’aucun championnat n’existe. Christophe Benmaza, directeur général du club et qui devient entraîneur de l’équipe féminine, se souvient : « Ça répond à plusieurs logiques, le projet du club est d’avoir une universalité de la pratique peu importe le genre. Il y avait aussi énormément de demande alors on n’a pas hésité une seconde à lancer cette section féminine ».
Bien qu’aucun championnat officiel n’existe, la formation nantaise enchaîne les tournois et les rencontres amicales sans ne jamais perdre aucune rencontre.
En septembre 2021, l'équipe féminine du NMF remporte la première édition de la Copa Coca-Cola au CNF Clairefontaine, premier tournoi de futsal féminin de la FFF. L’équipe féminine est lauréate en novembre 2021 de la Coupe de France AMF organisée par l’Association française de futsal. Lors de cette saison 2021-2022, après de nombreuses années d’attentes, la Ligue régionale des Pays de la Loire lance une première compétition, le Critérium Futsal Féminin. Fin mai 2022, les féminines gagnent la Ligue des champions de la FEF accueillie par le NMF. Fin 2022, les Éléphantes n’ont perdu que deux matchs depuis leurs débuts.
L'exercice 2022-2023 voit le lancement du championnat Régional 1 futsal féminin. Les joueuses de Christophe Benmaza remportent leur cinq premiers matchs, durant lesquelles elles inscrivent 103 buts pour seulement deux encaissés et notamment une victoire 39-0 fin novembre. Dans le même temps, la FFF créée le Challenge national féminin de futsal que le NMF remporte en avril 2023.
L'année suivante, le Nantes MF conserve son titre national puis s'incline en finale du National Beach Soccer féminin.

### Section jeunes
Lors de la création du NMF, le club profite du travail de formation effectué par le NEF avant la fusion. L'ex-footballeur professionnel Olivier Quint est chargé de le poursuivre. Le club souhaite profiter de l'ouverture du CREPS en 2020 et engage un travail avec un lycée nantais ou le Centre Éducatif Nantais pour Sportifs (CENS) en attendant. Le co-président Hugues Malhère explique « le besoin d'entretenir ce modèle de formation qui alimentera, les années futures, l'équipe élite. (...) Dans ce nouveau projet, il n'y a pas que le haut-niveau qui importe. C'est tout un ensemble avec, notamment, l'Académie du club ».